# Rąpice
Rąpice, německy Rampitz, je vesnice ve gmině Cybinka v okrese Słubice v Lubušském vojvodství v západním Polsku. Nachází se také na pravém břehu řeky Odra, poblíž německo-polské státní hranice a v mezoregionech Dolina Środkowej Odry a Równina Torzymska. Velká část katastrálního území vesnice je na území krajinného parku Krzesiński Park Krajobrazowy.

## Historie a popis
Existují archeologické nálezy související s lužickou kulturou a raným středověkem. Dále se zde nacházejí stopy po osídlení z raného středověku. Archeologické lokality známé z německé literatury nebyly v terénu ověřeny. Jsou zde především zemědělské usedlosti, které se nachází ve zvlněné krajině obklopené lesy. Dominantou vesnice je zaniklý palácový areál z 19. století. Po odsunu německého obyvatelstva po druhé světové válce, zde začali působit pohraničníci a jejich činnost byla plně ukončena vstupem Polska do schengenského prostoru. V letech 1975-1998 byly Rąpice administrativně součástí Zelenohorského vojvodství (Województwo Zielonogórskie). Nejbližším sídlem je vesnice Kłopot.

## Turistika
- Dálková cyklistická trasa Szlak Zielona Odra

## Galerie

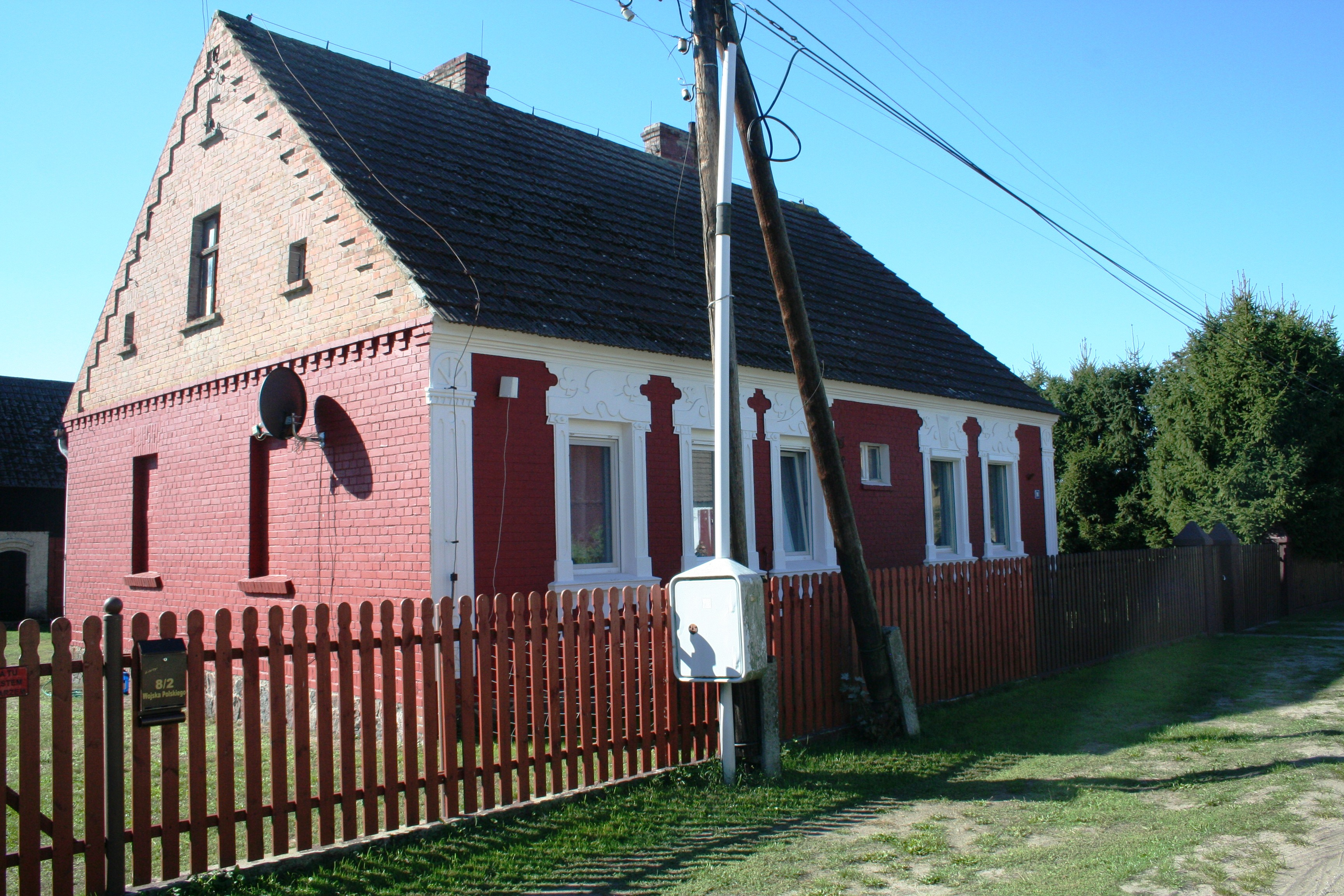
Bývalá budova strážnice pohraničníků
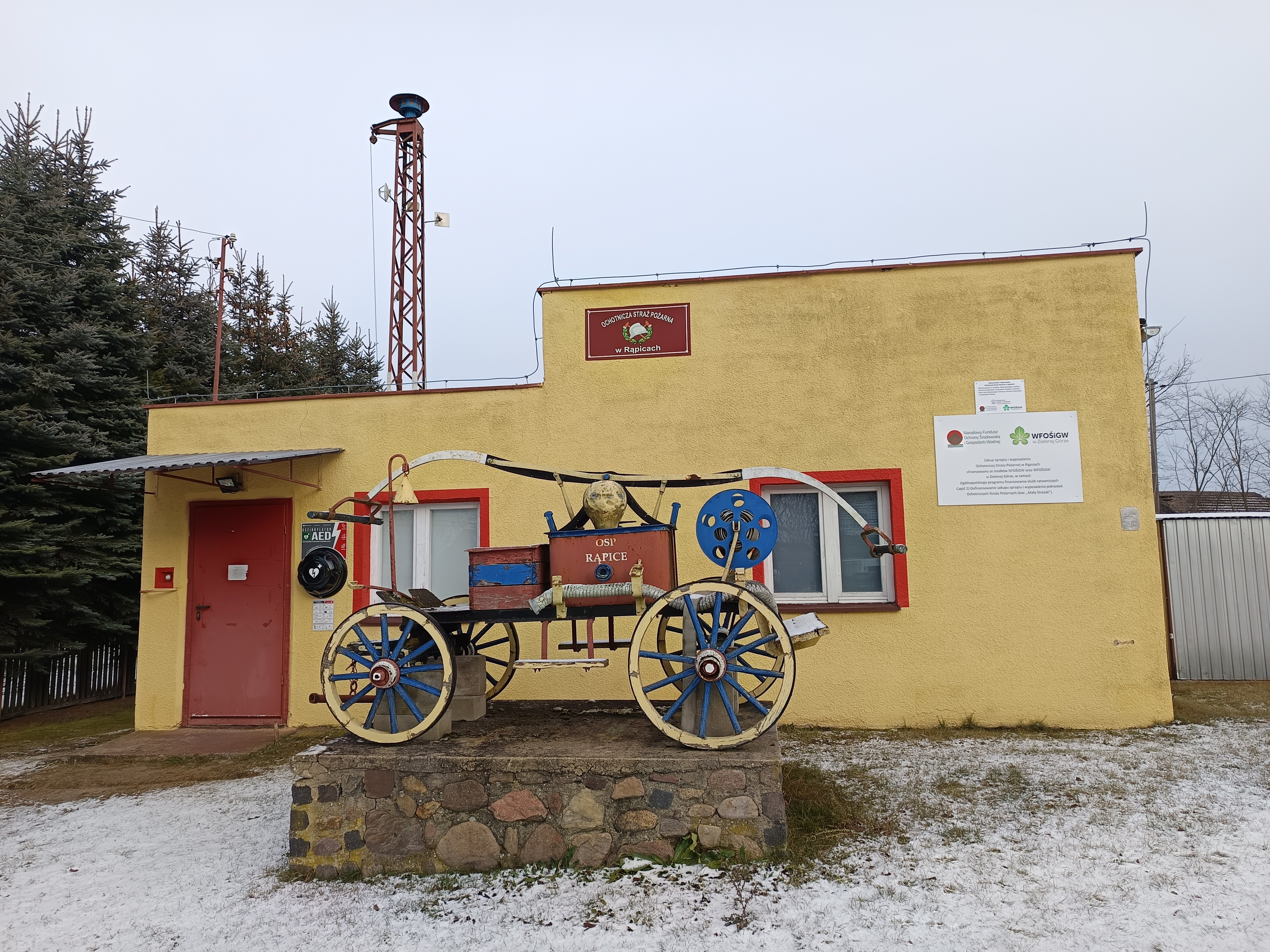
Vůz hasičské stříkačky